# Sulyok Ignác János
Sulyok Ignác János, született: Sulyok János Endre (Székesfehérvár, 1911. január 27. – Zirc, 2006. szeptember 6.) ciszterci szerzetes, a székesfehérvári püspöki könyvtár és levéltár vezetője, a zirci ciszterci apátság alperjele, Sulyok Tamás köztársasági elnök nagybátyja.

## Élete és munkássága
Szülei Sulyok János székesfehérvári városi rendőr és Knitlhoffer Anna. 1930-ban lett a ciszterci rend egyszerű, 1935-től örök fogadalmas tagja. Veszprémben 1935. június 29-én szentelték pappá.
1937-ben szerzett a Pázmány Péter Tudományegyetem bölcsészkarán latin-francia szakos gimnáziumi tanári oklevelet. 1937/38-ban Zircen apáti titkár, 1938-1948 Baján a Ciszterci Rend III. Béla gimnáziumában tanár, cserkészparancsok, 1946 és 1948 között ugyanott az Általános Iskola igazgatója volt. 1948-től 1950-ig Baján segédlelkész volt.
A ciszterci rend 1950-ben történt betiltása után a székesfehérvári egyházmegyében szolgált. Püspöki levéltárosként 1952-től, püspöki könyvtárosként 1956-tól dolgozott nagy szakértelemmel, a kutatók felé a legteljesebb nyitottsággal. 1990-től nyugállományba vonult és visszatért újjáalakuló rendi közösségébe.
1991-től 2004-ig az újraéledt Zirci Apátság perjele, 1991-től 2006-ig Zircen főiskolai tanár volt. 1998-tól volt az Egyházmegyei Gyűjtemény társigazgatója.
A zirci apátsági monostorban hunyt el és a Zirci Ciszterci Sírkertben helyezték örök nyugalomra.

## Elismerései
1996-ban Székesfehérvár Megyei Jogú Város díszpolgári címet adományozott neki.

## Művei
- A Székesfehérvári Egyházmegye ünnepi névtára (szerkesztő)
- Sárszentágota múltjából (részben)